# قلبم ندا می‌دهد
قلبم ندا می‌دهد (انگلیسی: My Heart is Calling) یک فیلم موزیکال بریتانیایی به کارگردانی کارمینه گالونه است که در سال ۱۹۳۵ منتشر شد. او قبلاً یک نسخهٔ آلمانی‌زبان و یک نسخهٔ فرانسوی‌زبان از این فیلم ساخته بود.

## بازیگران
- مارتا اگرت
- یان کیه‌پورا
- ارنست تسیجر
- هیو ویکفیلد
- سانی هیل